# Смедеревско читалиште
Смедеревско читалиште представља најстарију установу културе у Смедереву, а основано је у априлу 1846. године. Радило је као огранак Београдског читалишта и преко њега се снабдевало периодиком.

## Почетак рада читалишта
Иницијативу за оснивање покренула су три позната Смедеревца: Јован Радовановић, Милутин Николић и Јован Томић. Оснивачи су послали суграђанима Проглас као позив на удруживање ради отварања првог читалишта у Смедереву чији би фонд био доступан свима. Попечитељ унутрашњих дела – Илија Гарашанин дао је своју сагласност. Отварање читалишта званично је одобрено 11. априла 1946. године. 
Паун Јанковић Баћа је 1848. године изабран за доживотног председника читалишта. Био је иницијатор за оснивање, успео је да смањи високе поштанске таксе а личним новчаним прилозима је сваке године доприносио развоју читалишта.

## Прекид у раду
Прво читалиште у Смедереву није било дугог века. Радило је само 10 година. Престало је са радом због немогућности договора међу оснивачима.

## Обнова
Читалиште је обновљено 1869. године, али под другим именом – Смедеревско јединство. Према подацима из 1875. године, читаоница Смедеревско јединство је 1874. године имала 132 члана, а исте године је Општина Смедерево почела да помаже читаоницу огревом и бесплатним простором.

## Фонд
Смедеревско читалиште је у свом фонду најчешће садржало периодичне публикације док се књижна грађа јављала успутно. 

### Периодика
- Српске новине
- Ослобођење
- Застава
- Будућност
- Исток
- Збор
- Видовдан
- Србадија
- Рад
- Отаџбина
- Сион
- Школа
- Тежак
- Глас народа
- Глас Црногорца
- Сељак
- Јавор
- Хришћански весник

## Народна књижница и читаоница
Године 1924. Смедеревско јединство мења назив у Народна књижница и читаоница, и тако добија статус јавне библиотеке.